# Lanoe Hawker
Lanoe Hawker (né le 30 décembre 1890 à Longparish dans le Hampshire et mort le 23 novembre 1916 à Bapaume) est un pilote britannique durant la Première Guerre mondiale, abattu par Manfred von Richthofen le 23 novembre 1916.
Il était connu des forces impériales pour avoir abattu plusieurs avions durant les débuts de la guerre, avec un fusil de chasse accroché à son fuselage, les avions n'étant équipés que pour la reconnaissance à cette période.
Le 23 novembre 1916, Lanoe Hawker mène son escadrille à bord de son Airco D.H.2. Il engage le combat au-dessus des lignes ennemies avec un Albatros D.II piloté par Manfred von Richthofen, qui sera victorieux, surprenant ainsi le haut commandement allemand ainsi que toute son escadrille, convaincus que Richthofen n'était pas de taille à l'affronter. Hawker est la 11e victime du « Baron Rouge ». Son avion a été touché au-dessus de la commune de Ligny-Thilloy dans le Pas-de-Calais.
Un Mémorial à sa mémoire y a été érigé le 11 novembre 2011.

## Source
- Office du tourisme du Seuil d'Artois